# Leptogaster pusilla
Leptogaster pusilla är en tvåvingeart som beskrevs av Jaennicke 1867. Leptogaster pusilla ingår i släktet Leptogaster och familjen rovflugor.
Artens utbredningsområde är Tyskland. Inga underarter finns listade i Catalogue of Life.